# Tarnica (województwo opolskie)
Tarnica (niem. Tarnitze, 1936-1945 Dornfeld; do 1996 Tarnice) – wieś w Polsce położona w województwie opolskim, w powiecie opolskim, w gminie Niemodlin.
W latach 1975–1998 miejscowość administracyjnie należała do ówczesnego województwa opolskiego.

## Historia
Od 1776 r. wieś posiadała pieczęć gminną, na której wizerunku przedstawiono pług zwrócony w prawo.